# ライセンス生産

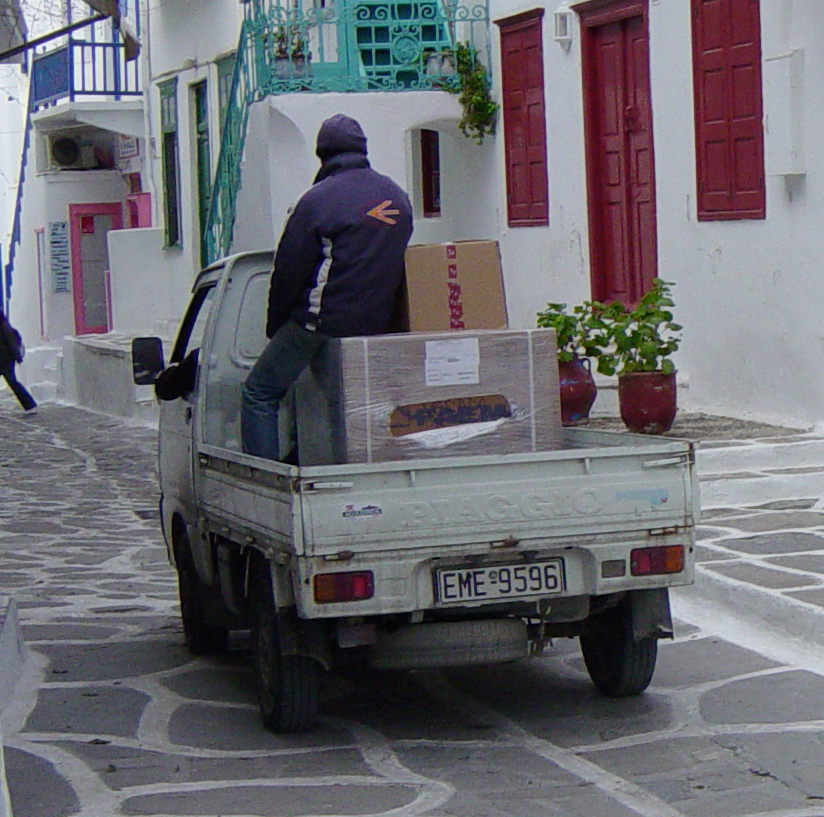
ダイハツのハイゼットはイタリアのピアッジオ社によって「ピアッジオ・ポーター」、韓国の亜細亜自動車(現・起亜自動車)によって「アジア/キア・タウナー」としてライセンス生産された。(写真はピアッジオのもの)

ライセンス生産（ライセンスせいさん）とは、他の企業が開発した製品の設計・製造技術を、別の企業が許可料（ライセンス料、ロイヤリティ）を支払ってそのまま使用し、その製品を生産する事である。医薬品や航空機、自動車、銃器、ファッション業界などでよく行われる。兵器などのライセンス国産の業界では『ラ国』という略語が使われることがある。

## 概要
企業がライセンス生産を行なうメリットとしては、主に以下の点が挙げられる。
- ライセンスを与える企業は、自らは生産せずにロイヤリティを収益として得ることができるため、自社の生産労働者へ直接の賃金を支払わずにすむ。
- ライセンスを与えられた企業は、より多くの仕事を確保することができる。
- 与えられた企業は、他企業の製品を生産することにより、与える企業が持っている技術やノウハウを獲得することができ、それにより自企業の技術力の維持・向上を図り、将来の製品開発に役立てることができる。

## ファッションブランドなどのライセンス生産
1980年代まで、小売業への海外直接投資は完全には自由化されていなかった。また日本の流通システムは複雑で、卸業者や代理店が何段階にも分かれているため、外資系企業が単独で小売店を開設するにはほぼ不可能で、国内のパートナーに協力を仰がざるをえなかった。それでも、1960年代には、ロレアル（1963年）、エスティローダー（1967年）など欧米の化粧品企業が日本に子会社を設立した。その後も、ティファニー（1972年）、ブシュロン（1973年）、ロンジン（1974年）、ルイ・ヴィトン（1978年）、シャネル（1980年）、エルメス（1983年）等の時計・宝飾・ファッション・皮革メーカーが続々と日本に進出した。これらの企業は、自社製品の輸入と日本の流通業者への販売を専門的に担い、マーケティング活動も統括した。ただこうした企業は例外的で、他の高級ブランドはほとんどが小規模な家族経営であり、日本に子会社を設立する手段を有していなかった。そこで彼らは、日本での製品製造のために現地のパートナーとライセンス契約を結ぶか、商社と輸入契約を結ぶかという、2つの戦略の、いずれかを選ぶことを迫られた。
フランスのオートクチュール企業は、ライセンス生産を多用し、クリスチャン・ディオールがその先駆者となった。同社は1953年に大丸と契約。ドレスのライセンス生産を開始する。その後、ピエール・カルダンと髙島屋（1959年）あるいは伊勢丹（1963年）、ニナ・リッチと松坂屋（1961年）、ギ・ラロッシュと三越（1963年）など、多くの百貨店がこの方式を採用した。これらの取引関係は、婦人服の生産から始まり、次第に多種多様なアクセサリーへと拡大していった。
ヨーロッパのファッション企業とこうした契約を締結したのは、百貨店だけではなく、たとえばクリスチャン・ディオールは、1963年に鐘紡と新たにライセンス契約を結んでいる。ほかにもバーバリーは三陽商会と（1969年）、イヴ・サンローランは川辺と（1970年）、クレージュはイトキンと（1980年）など、さまざまな繊維メーカーや衣料品メーカーと契約が結ばれた。また、ゴールドウインは欧米の各アウトドアブランドをライセンス契約のかたちで生産し、アメリカのアウトドアブランドであるOUTDOOR PRODUCTSは伊藤忠商事がアジアでの商標権を取得している。
1990年代の自由化に伴い、資金力を持ったコングロマリットに買収されたヨーロッパの高級ブランドは、日本市場でのプレゼンスを直接的に高められるようになり、90年以降、欧米高級ブランドの大半が日本に子会社を設立した。日本に直接拠点を置くことで、小売ネットワークの拡大をより効果的にコントロールすることが可能となり、これらの子会社は、百貨店外におけるモノ・ブランド・ストアの開店を統括し、ライセンス契約を終了させていった。クリスチャン・ディオールは、その好例である。同社は日本市場における歴史は長いが、ライセンスの乱発によって過剰に商品展開が行われ、イメージがぼやけてしまった。1984年にベルナール・アルノーが同社を買収し、1987年にLVMHが設立されると、特定市場向けのライセンス契約を廃止し、モノ・ブランド・ストアのグローバルなネットワークを構築するという、新たな戦略が打ち出された。日本でも、1997年に鐘紡とのライセンス契約が終了しているが、それより前の1992年に日本法人を設立している。バーバリーも同様な経緯をたどった。2000年に、イギリス本社は三陽商会とのライセンス契約をめぐって再交渉を行い、製品デザインに対するコントロールを強化した。さらに2014年には、ついにライセンス契約を終了し、日本に販売子会社を設立して、東京・表参道に旗艦店をオープンした。
過去には、アディダスはデサント、アニエス・ベーはサザビーとライセンス契約していたが、その後契約は終了している。

## 自動車・航空機・兵器などのライセンス生産
外国企業からライセンスを受ける場合、国家レベルであれば、次のようなメリットもあるといわれている。
- いざというときの調達が容易になる[13]。

例えば、ある国が製品を他国から輸入している場合、製品の需要が急に増えて輸出国の企業の生産が追いつかなくなったり、輸出国と自国との関係が不安定になったりすると、輸入がストップしてしまい、痛手を被ることになる。しかし、ライセンス生産をしている場合であれば、このような事態になっても対処が容易となり、結果として受けるダメージは少なくて済む。ただし、これには、そのような事態を予測して、早いうちから生産・調達・備蓄および技術・ノウハウの修得を始める必要がある。
- 必需製品を他国から輸入している場合であれば、その製品（兵器ではその製品のサポート面等も）を外交カードにされてしまう恐れも出てくるといわれるが、その製品を輸入ではなくライセンス生産で自国調達している場合、その点で弱みを握られる可能性を（ゼロにすることはできないまでも）減らすことができる。

相手側との関係悪化により、ライセンス生産を禁じられる場合も考えられ、それを無視して生産を続ければ、当然、生産すること自体が大問題となる（生産物が兵器ならば、戦争の原因ともなり得る）。
兵器の部品が故障した際の部品調達も容易になる。特に軍用機の場合、1つの部品が大破すると本国へ送り返して修理するか部品を取り寄せることで飛行停止となり、ローテーションが組めなくなることで訓練や作戦などに支障を来す場合もあるため特に重要視される事柄である。
これらのメリットは薬品や兵器等、国家レベルで必要になってくる必需品等では特に重要になってくるとされ、日本の自衛隊の装備のうち、国産でない装備の多くがアメリカ合衆国等から完成品を輸入するのではなく、高いライセンス料を支払いライセンス生産する傾向にあるのは、これらのメリットが望めるためだとされている。
なお、この他、他企業で生産された製品の主要部品を輸入して、現地で組立を行うノックダウン生産方式も存在する。しかし、こちらの方式では生産側は組立技術や簡単な整備ノウハウを得るのみに留まる。

### デメリット
一方で、デメリットも数多くあると言われており、兵器等のライセンス生産において影響が顕著にみられる。
- ライセンス料を払って生産するため、価格はその分上がる[13]。人件費、材料費など全て同じで為替レート、輸送費、関税が安い場合は完成品を輸入する場合に比べて高額になる。
- 加えて先進国相手の場合、発展途上国相手の場合と比較してライセンス料が高騰する（ライセンス料のみで輸入する場合の価格を超えてしまうケースもある）。
- 生産計画時には既に製品完成後時間が経過している場合が多く、ライセンス生産開始時には旧式化していることもある[13]。
- ライセンス生産をする側の技術者は常に受身であり、自主性や独自性を備えた人材が育ちにくくなるとの指摘もある。

製品に故障など不具合が生じた場合、常にライセンス元に問い合わせをして、ライセンス生産者が自らの判断で修繕を試みられなくなったり、製品使用者がライセンス生産者による独自の修繕などを認めないなど、高額なライセンス料のわりには技術取得に際しての不利益を甘受せねばならないリスクもある（兵器ではないがDD54など）。
- 航空機や兵器分野では、技術の高度化に伴い、その技術流出を恐れてライセンス生産許可の慎重化傾向が強い[注 1][2]。特に兵器や軍事転用可能な物品に関しては、政府承認が必要な場合が多々ある。また重要な部分の生産には許可を与えず「ブラックボックス」として完成品を送ってくる、あるいはその部分の供与自体を拒む[注 2][注 3]ことも多いため、ライセンス生産のメリットが必ずしも発揮されないという意見もある。

### 技術獲得による衝突
日本は1950年代から1960年代の高度経済成長期時代から、アメリカから提供された兵器や後にライセンス生産で得た兵器の最新技術を積極的に民間の製品に転用した。これを主にスピンオフといい、軍需産業の確立しているアメリカでは禁止されている行為であるが、日本では逆に推奨されている。これにより、1980年代に日本製品のアメリカへの輸出攻勢が激しくなると、軍事技術を民間の製品に転用した製品が輸出されている事が分かり、強いジャパン・バッシング（日本叩き）を受けたことは有名である。
民間への技術転用がどうしても遅れてしまうアメリカ側からすれば、最新技術を直ぐに転用した日本製品の質が高いのは当たり前とする考え（日本製品が好まれるのはそれだけの理由ではないが）が生まれるのは当然であった。F-2戦闘機の自国開発にアメリカが横槍を入れたのは、この問題があったために日本が旅客機などへのスピンオフを警戒したためとの意見もある。
分かりやすい例を挙げるなら、アメリカで開発された形状記憶合金である。アメリカでは戦闘機のエンジン部分のパーツとして使われるのみであったが、日本では衣服（例えば女性下着ブラジャーのワイヤーや、背広などの肩パッド）の一部として使われ始め、広く普及した。チタン合金も、戦闘機の胴体で使用したものを日本人は台所や鍋などの調理器具に使い、戦闘機のブレーキは新幹線や自動車のブレーキへと姿を変えた。こういった例は数え切れないほどある。